# 蠕蜥科
蠕蜥科（学名：Anniellidae）亦称北美蛇蜥科，为有鳞目的一个科。该科物种有时俗称为无脚蜥蜴（legless lezard）。该科物种主要分布于美国加利福尼亚州和墨西哥下加利福尼亚州。2013年，在加利福尼亚又发现了该科下蠕蜥属的四个新种。

## 下级分类
本科包括以下属：
- 蠕蜥属 Anniella